# アメンエムハト7世
アメンエムハト7世（Amenemhat VII, 在位：紀元前1770年頃?）は、古代エジプト第13王朝のファラオ（王）
トリノ王名表にセドジェファカラーの名前で記載されている。他にも円柱状の印章6点とメダムード出土の台座1点、スカラベ印章2点から知られ、サッカラの王妃の墓からも落書きが発見されている。カイ・アメンエムハトという誕生名から、父親はカイという名前の人物であったと思われる。アビドスからは帰属する王朝が不明なセブカイという名前の王の遺物が見つかっているが、これがアメンエムハト7世の父親であるかどうかの確証は無い。この名前はセブとカイという二つの人名を組み合わせたものである可能性もあり、アメンエムハト7世にセブという祖父がいたことも考えられる。しかし、セブが王であったことを示す資料は無い。